# إدوارد وينكلر
إدوارد وينكلر (بالألمانية: Eduard Winkler) (و. 1799 – 1862 م) هو عالم نبات من الإمبراطورية الرومانية المقدسة . ولد في لايبزيغ.
توفي في لايبزيغ ، عن عمر يناهز 63 عاماً.